# Гуадикс (город)
Гуади́кс, также Гвадикс (исп. Guadix) — город и муниципалитет в Испании, входит в провинцию Гранада в составе автономного сообщества Андалусия. Муниципалитет находится в составе района (комарки) Гуадикс. Занимает площадь 317 км². Население — 20407 человек (на 2010 год). Расстояние до административного центра провинции составляет 60 км.
Гуадикс был основан во времена древних римлян и процветал при маврах и после Реконкисты, но к XVIII веку пришёл в упадок.
Город расположен на высоком плоскогорье и знаменит пещерным кварталом Баррио-Сантьяго, где население с доисторических времён проживает в выкопанных в горах более чем 2000 квартирах-пещерах, которые в настоящее время можно обнаружить по торчащим из-под земли телевизионным антеннам и печным трубам. Кроме того, к достопримечательностям Гуадикса относят возведённый на месте мечети Гуадиксский собор в центре города, строительство которого было завершено в XVIII веке, мавританскую крепость X—XI веков, а также церковь Сантьяго, выполненную в стиле мудехар. В городе открыты Музей гончарного ремесла и Этнологический музей.

## Известные уроженцы и жители
- Фандил Кордовский (ум. 13.06.853) — христианский мученик.
- Ибн Туфейль (ок. 1110—1185) — учёный, врач, философ-мистик.
- Педро де Мендоса (1487—1537) — мореплаватель, конкистадор, основатель Буэнос-Айреса.
- Аларкон, Педро Антонио де (1833—1891) — поэт и политик.

## Население
| Год  | Численность | Численность   |
| ---- | ----------- | ------------- |
| 2001 | 19 448      | [ 2 ]         |
| 2002 | 20 042      | [ 3 ]         |
| 2003 | 20 163      | [ 4 ]         |
| 2004 | 20 035      | [ 5 ]         |
| 2005 | 20 136      | [ 6 ]         |
| 2006 | 20 296      | [ 7 ]         |
| 2007 | 20 307      | [ 8 ]         |
| 2008 | 20 326      | [ 9 ]         |
| 2009 | 20 395      | [ 10 ]        |
| 2010 | 20 407      | [ 11 ]        |
| 2011 | 20 375      | [ 12 ]        |
| 2012 | 18 920      | [ 13 ]        |
| 2013 | 20 375      | [ 14 ]        |
| 2014 | 18 898      | [ 15 ]        |
| 2015 | 18 928      | [ 16 ]        |
| 2016 | 18 796      | [ 17 ]        |
| 2017 | 18 799      | [ 18 ]        |
| 2018 | 18 718      | [ 19 ] [ 20 ] |
| 2019 | 18 422      | [ 21 ]        |
| 2020 | 18 436      | [ 22 ]        |
| 2021 | 18 462      | [ 23 ]        |
| 2022 | 18 493      | [ 24 ]        |
| 2023 | 18 527      | [ 25 ]        |
| 2024 | 18 725      | [ 1 ]         |